# 열 세정
열 세정, 열 세척, 서멀 클리닝(Thermal cleaning)은 열분해와 산화를 포함하는 복합 공정이다. 산업 분야에서 열 세정은 압출기 스크류, 방사구, 정적 믹서와 같은 부품, 제품 또는 생산 부품에서 중합체, 플라스틱, 도장과 같은 유기 물질을 제거하는 데 사용된다. 열 세척은 산업 환경에서 가장 일반적인 세척 방법이다. 지금까지 다양한 응용 분야에 맞춰 다양한 방법이 개발되었다.

## 공정
열분해에는 열을 공급하고 산화에는 공기를 공급한다. 공정에 따라 열분해와 산화를 연속적으로 또는 동시에 적용할 수 있다. 열 세척 과정에서 유기 물질은 휘발성 유기 화합물, 탄화수소, 탄화 가스로 변환된다. 무기 원소는 그대로 유지된다. 일반적인 공정 온도는 400~540°C(752~1,004°F)이다.